# Смерть Робин Гуда

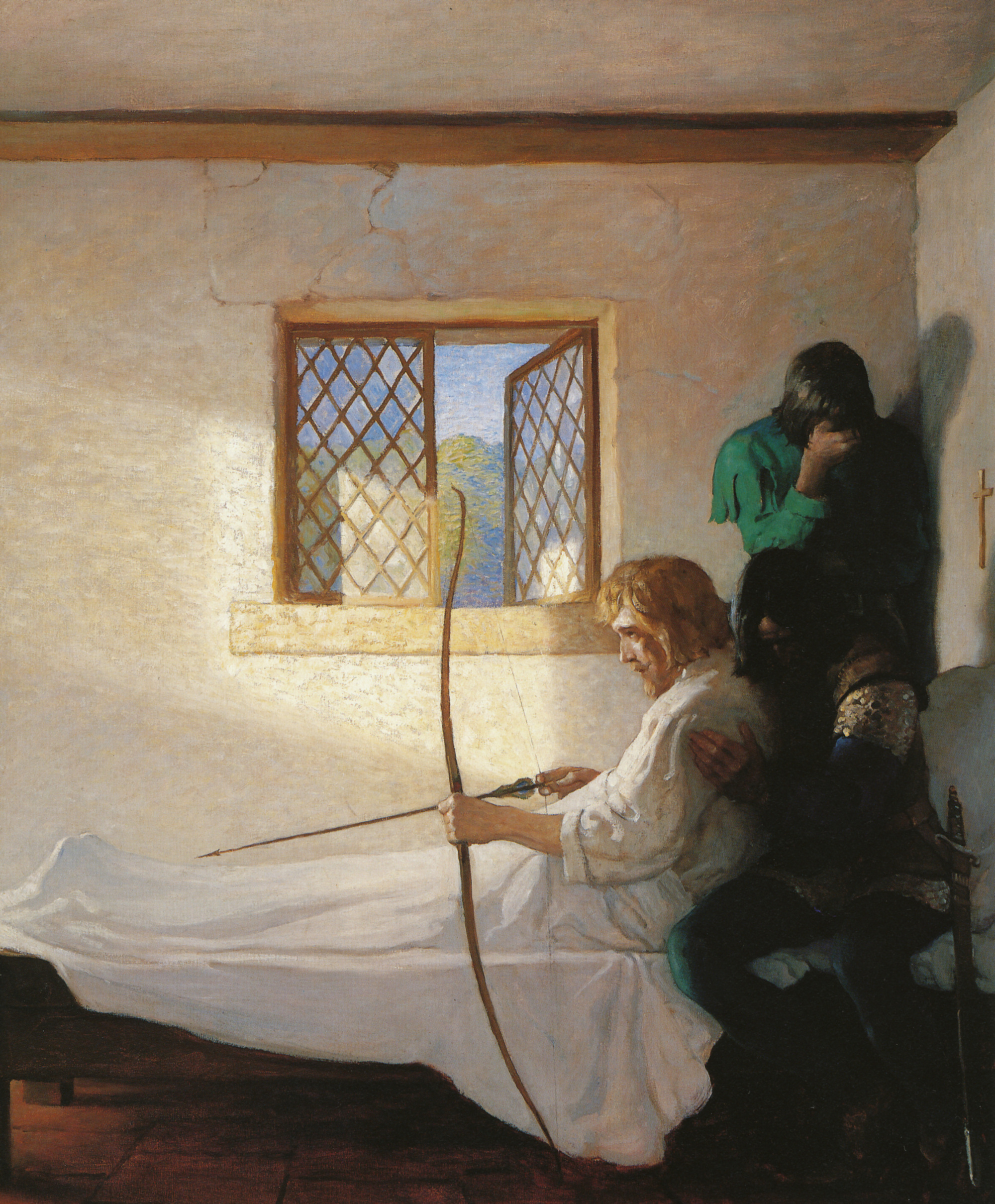
Картина Ньюэлла Конверса Уайета, изображающая финальную сцену баллады (1917).

«Смерть Робин Гуда» (англ. Robin Hood's Death, Child 120, Roud 3299) — английская народная баллада, входящая в цикл баллад о Робин Гуде. Первая известная её запись содержится в плохо сохранившемся манускрипте, найденном Пёрси и датируемом серединой XVII века; полный же текст впервые опубликован в издании 1786 года The English Archer.

## Сюжет
Робин Гуд сообщает Маленькому Джону, что чувствует себя нездоровым и намерен отправиться в обитель Кирклис, чтобы там ему отворили кровь. Приоресса же, вызвав кровотечение, запирает Робина в комнате. Тот осознаёт, что пал жертвой предательства, и трубит в свой охотничий рог. Маленький Джон, находившийся снаружи, вламывается в комнату, но уже поздно: Робин умирает. С тяжёлым сердцем Джон просит разрешения в отместку разрушить Кирклис до основания, но его соратник запрещает ему, ведь за всю свою жизнь Робин Гуд не причинил вреда ни одной женщине. Он просит дать ему свой лук для последнего выстрела и похоронить себя там, куда упадёт стрела.
История о предательстве Робин Гуда и его смерти также содержится в последней песне из «Малой жесты о Робин Гуде» (англ. A Gest of Robyn Hode, Child 117), чьи сохранившиеся экземпляры датируются началом XVI века. Если между двумя текстами и существует зависимость, то заимствование, несомненно, шло от баллады к жесте, что говорит о весьма раннем времени складывания баллады. «Малая жеста» и «Смерть Робин Гуда» традиционно (начиная с Чайлда) относятся исследователями к пяти «основным» балладам о Робин Гуде; остальные три — «Робин Гуд и Гай Гисборн» (англ. Robin Hood and Guy of Gisbourne, Child 118), «Робин Гуд и монах» (англ. Robin Hood and the Monk, Child 119) и «Робин Гуд и гончар» (англ. Robin Hood and the Potter, Child 121).
Фрэнсис Джеймс Чайлд отмечает схожесть этого и другого сюжета, имеющегося в балладе «Sheath and Knife» (Child 17), однако там первичен выбор места погребения, а не роль лука как оружия. В этой балладе же лук и стрелы являются неотъемлемым элементом, а место, куда упадёт стрела — случайно.